# Bramble
Il Bramble è un cocktail a base di gin creato negli anni 1980 da Dick Bradsell. È un cocktail ufficiale IBA dal 2011.

## Storia
Il Bramble è stato ideato a Londra nel 1984 da un barista di nome Dick Bradsell. A quel tempo Bradsell lavorava presso un locale di Soho chiamato Fred's Club, e nell'ideare il cocktail fu ispirato dalle sue esperienze d'infanzia, in cui era solito raccogliere le more nell'isola di Wight.
Il nome del cocktail deriva dal fatto che la parola brambles, in inglese, indica proprio i cespugli di more.

## Composizione

### Ingredienti
La ricetta ufficiale IBA del 2020 prevede i seguenti ingredienti:
- 5 cl di gin
- 1,25 cl di sciroppo di zucchero
- 2,5 cl di succo di limone fresco
- 1,5 cl di liquore alle more

### Preparazione
Preparare il bicchiere Old fashioned riempiendolo di ghiaccio tritato, quindi Shakerare il gin, lo sciroppo di zucchero e il succo di limone. Versare filtrando sul bicchiere, dopodiché versare con moto circolare il liquore alle more sopra il cocktail. Concludere il cocktail decorando con una fetta di limone e due more.